# Тэмбун
Тэмбун или Тэммон (яп. 天文 тэмбун, тэммон) — девиз правления (нэнго) японского императора Го-Нара, использовавшийся с 1532 по 1555 год.

## Продолжительность
Начало и конец эры:
- 29-й день 7-й луны 5-го года Кёроку (по юлианскому календарю — 29 августа 1532);
- 23-й день 10-й луны 24-го года Тэмбун (по юлианскому календарю — 7 ноября 1555).

## Происхождение
Название нэнго было заимствовано из древнекитайского сочинения Шу цзин:「以斉七政」и「舜察天文、斉七政」.

## События
даты по юлианскому календарю
- 1532 год (24-й день 8-й луны 1-го года Тэмбун) — огнём уничтожен храм Ямасина Хонгандзи (яп. 山科本願寺);
- 1536 год (26-й день 2-й луны 5-го года Тэмбун) — император Го-Нара официально приступил к управлению страной[7];
- 1536 год (5-й год Тэмбун) — по приказу даймё Датэ Танэмунэ, владевшего уездом в провинции Дэва и рядом уездов в провинции Муцу, был составлен свод законов «Дзинкайсю»[8];
- 1541 год (14-й день 6-й луны 10-го года Тэмбун) — Такэда Харунобу изгоняет своего отца, Такэду Нобутору;
- 1542 год (25-й день 8-й луны 11-го года Тэмбун) — Имагава Ёсимото, даймё провинции Суруга, завоевал провинцию Тотоми; затем Имагава вошёл в провинцию Микава, где он потерпел поражение в бою с Одой Нобухидэ — даймё из провинции Овари[9];
- 1543 год (25-й день 8-я луна 12-го года Тэмбун) — португальский корабль пристаёт к берегу Танегасимы и впервые завозит в Японию огнестрельное оружие;
- 1543 год (7-я луна 13-го года Тэмбун) — Киото и близлежащие районы пострадали от наводнения[10];
- 1547 год (16-й год Тэмбун) — по приказу даймё Такэда Харунобу, владевшего провинцией Каи и частью провинции Синано, был составлен свод законов «Ко: сю хатто-но сидай»[8];
- 1546 год (20-й день 12-й луны 15-го года Тэмбун) — новым сёгуном сёгуната Асикага становится Асикага Ёсихуси[11];
- 1547 год (16-й год Тэмбун) — договор между Японией и корейской династией Чосон относительно ограничения в 20 торговых кораблей в год, отправляемых родом Со в порт Пусан[12];
- 1548 год (30-й день 12-й луны 17-го года Тэмбун) — Нагао Кагэтога сменил своего старшего брата Нагао Харукагэ[англ.] в качестве наследника провинции Этиго и отметил это событие триумфальным шествием в замок Касугаяма (яп. 春日山城 Касугаяма дзё:);
- 1549 год (24-й день 2-й луны 18-го года Тэмбун) — Ода Нобунага женился на Но-химэ;
- 1549 год (3-й день 7-й луны 18-го года Тэмбун) — католический священник-иезуит Франциск Ксаверий прибыл в Кагосиму;
- 1549 год (27-й день 11-й луны 18-го года Тэмбун) — род Мацудайра из провинции Микава пал под натиском Имагавы Ёсимото; Мацудайра Такэтиё (позже известный как Токугава Иэясу) отправился к Имагаве в качестве заложника;
- 1553 год (19-й год Тэмбун) — по приказу даймё Имагава Ёсимото были составлены своды законов «Имагава канамокуроку цуйка» и «Сосё дзёмоку»[8];
- 1554 год (2-я луна 23-го года Тэмбун) — сёгун Асикага Ёсихуси сменил своё имя на Ёситэру[13].

## Сравнительная таблица
Ниже представлена таблица соответствия японского традиционного и европейского летосчисления. В скобках к номеру года японской эры указано название соответствующего года из 60-летнего цикла китайской системы гань-чжи. Японские месяцы традиционно названы лунами.
| 1-й год Тэмбун (Водяной Дракон)        | 1-я луна        | 2-я луна                | 3-я луна* | 4-я луна              | 5-я луна* | 6-я луна*               | 7-я луна                | 8-я луна*               | 9-я луна*   | 10-я луна  | 11-я луна                | 12-я луна*               |                |
| -------------------------------------- | --------------- | ----------------------- | --------- | --------------------- | --------- | ----------------------- | ----------------------- | ----------------------- | ----------- | ---------- | ------------------------ | ------------------------ | -------------- |
| Юлианский календарь                    | 6 февраля 1532  | 7 марта                 | 6 апреля  | 5 мая                 | 4 июня    | 3 июля                  | 1 августа               | 31 августа              | 29 сентября | 28 октября | 27 ноября                | 27 декабря               |                |
| 2-й год Тэмбун (Водяная Змея)          | 1-я луна        | 2-я луна                | 3-я луна  | 4-я луна*             | 5-я луна  | 6-я луна*               | 7-я луна*               | 8-я луна                | 9-я луна*   | 10-я луна* | 11-я луна                | 12-я луна                |                |
| Юлианский календарь                    | 25 января 1533  | 24 февраля              | 26 марта  | 25 апреля             | 24 мая    | 23 июня                 | 22 июля                 | 20 августа              | 19 сентября | 18 октября | 16 ноября                | 16 декабря               |                |
| 3-й год Тэмбун (Деревянная Лошадь)     | 1-я луна*       | 1-я луна (високосная)   | 2-я луна  | 3-я луна*             | 4-я луна  | 5-я луна*               | 6-я луна                | 7-я луна*               | 8-я луна    | 9-я луна*  | 10-я луна                | 11-я луна*               | 12-я луна      |
| Юлианский календарь                    | 15 января 1534  | 13 февраля              | 15 марта  | 14 апреля             | 13 мая    | 12 июня                 | 11 июля                 | 10 августа              | 8 сентября  | 8 октября  | 6 ноября                 | 6 декабря                | 4 января 1535  |
| 4-й год Тэмбун (Деревянная Коза)       | 1-я луна*       | 2-я луна                | 3-я луна* | 4-я луна              | 5-я луна  | 6-я луна*               | 7-я луна                | 8-я луна*               | 9-я луна    | 10-я луна* | 11-я луна                | 12-я луна*               |                |
| Юлианский календарь                    | 3 февраля 1535  | 4 марта                 | 3 апреля  | 2 мая                 | 1 июня    | 1 июля                  | 30 июля                 | 29 августа              | 27 сентября | 27 октября | 25 ноября                | 25 декабря               |                |
| 5-й год Тэмбун (Огненная Обезьяна)     | 1-я луна        | 2-я луна*               | 3-я луна  | 4-я луна*             | 5-я луна  | 6-я луна*               | 7-я луна                | 8-я луна                | 9-я луна*   | 10-я луна  | 10-я луна (високосная) * | 11-я луна                | 12-я луна*     |
| Юлианский календарь                    | 23 января 1536  | 22 февраля              | 22 марта  | 21 апреля             | 20 мая    | 19 июня                 | 18 июля                 | 17 августа              | 16 сентября | 15 октября | 14 ноября                | 13 декабря               | 12 января 1537 |
| 6-й год Тэмбун (Огненный Петух)        | 1-я луна        | 2-я луна*               | 3-я луна* | 4-я луна              | 5-я луна* | 6-я луна                | 7-я луна                | 8-я луна*               | 9-я луна    | 10-я луна  | 11-я луна*               | 12-я луна                |                |
| Юлианский календарь                    | 10 февраля 1537 | 12 марта                | 10 апреля | 9 мая                 | 8 июня    | 7 июля                  | 6 августа               | 5 сентября              | 4 октября   | 3 ноября   | 3 декабря                | 1 января 1538            |                |
| 7-й год Тэмбун (Земляная Собака)       | 1-я луна*       | 2-я луна                | 3-я луна* | 4-я луна*             | 5-я луна  | 6-я луна*               | 7-я луна                | 8-я луна*               | 9-я луна    | 10-я луна  | 11-я луна                | 12-я луна*               |                |
| Юлианский календарь                    | 31 января 1538  | 1 марта                 | 31 марта  | 29 апреля             | 28 мая    | 27 июня                 | 26 июля                 | 25 августа              | 23 сентября | 23 октября | 22 ноября                | 22 декабря               |                |
| 8-й год Тэмбун (Земляная Свинья)       | 1-я луна        | 2-я луна*               | 3-я луна  | 4-я луна*             | 5-я луна* | 6-я луна                | 6-я луна (високосная) * | 7-я луна                | 8-я луна*   | 9-я луна   | 10-я луна                | 11-я луна*               | 12-я луна      |
| Юлианский календарь                    | 20 января 1539  | 19 февраля              | 20 марта  | 19 апреля             | 18 мая    | 16 июня                 | 16 июля                 | 14 августа              | 13 сентября | 12 октября | 11 ноября                | 11 декабря               | 9 января 1540  |
| 9-й год Тэмбун (Металлическая Крыса)   | 1-я луна        | 2-я луна*               | 3-я луна  | 4-я луна*             | 5-я луна* | 6-я луна                | 7-я луна*               | 8-я луна*               | 9-я луна    | 10-я луна  | 11-я луна*               | 12-я луна                |                |
| Юлианский календарь                    | 8 февраля 1540  | 9 марта                 | 7 апреля  | 7 мая                 | 5 июня    | 4 июля                  | 3 августа               | 1 сентября              | 30 сентября | 30 октября | 29 ноября                | 28 декабря               |                |
| 10-й год Тэмбун (Металлический Бык)    | 1-я луна        | 2-я луна                | 3-я луна* | 4-я луна              | 5-я луна* | 6-я луна*               | 7-я луна                | 8-я луна*               | 9-я луна*   | 10-я луна  | 11-я луна                | 12-я луна*               |                |
| Юлианский календарь                    | 27 января 1541  | 26 февраля              | 28 марта  | 26 апреля             | 26 мая    | 24 июня                 | 23 июля                 | 22 августа              | 20 сентября | 19 октября | 18 ноября                | 18 декабря               |                |
| 11-й год Тэмбун (Водяной Тигр)         | 1-я луна        | 2-я луна                | 3-я луна* | 3-я луна (високосная) | 4-я луна* | 5-я луна                | 6-я луна*               | 7-я луна                | 8-я луна*   | 9-я луна*  | 10-я луна                | 11-я луна                | 12-я луна*     |
| Юлианский календарь                    | 16 января 1542  | 15 февраля              | 17 марта  | 15 апреля             | 15 мая    | 13 июня                 | 13 июля                 | 11 августа              | 10 сентября | 9 октября  | 7 ноября                 | 7 декабря                | 6 января 1543  |
| 12-й год Тэмбун (Водяной Кролик)       | 1-я луна        | 2-я луна*               | 3-я луна  | 4-я луна              | 5-я луна* | 6-я луна                | 7-я луна*               | 8-я луна                | 9-я луна*   | 10-я луна  | 11-я луна*               | 12-я луна*               |                |
| Юлианский календарь                    | 4 февраля 1543  | 6 марта                 | 4 апреля  | 4 мая                 | 3 июня    | 2 июля                  | 1 августа               | 30 августа              | 29 сентября | 28 октября | 27 ноября                | 26 декабря               |                |
| 13-й год Тэмбун (Деревянный Дракон)    | 1-я луна        | 2-я луна                | 3-я луна* | 4-я луна              | 5-я луна* | 6-я луна                | 7-я луна                | 8-я луна*               | 9-я луна    | 10-я луна* | 11-я луна                | 11-я луна (високосная) * | 12-я луна      |
| Юлианский календарь                    | 24 января 1544  | 23 февраля              | 24 марта  | 22 апреля             | 22 мая    | 20 июня                 | 20 июля                 | 19 августа              | 17 сентября | 17 октября | 15 ноября                | 15 декабря               | 13 января 1545 |
| 14-й год Тэмбун (Деревянная Змея)      | 1-я луна*       | 2-я луна*               | 3-я луна  | 4-я луна*             | 5-я луна  | 6-я луна                | 7-я луна*               | 8-я луна                | 9-я луна    | 10-я луна* | 11-я луна                | 12-я луна*               |                |
| Юлианский календарь                    | 12 февраля 1545 | 13 марта                | 11 апреля | 11 мая                | 9 июня    | 9 июля                  | 8 августа               | 6 сентября              | 6 октября   | 5 ноября   | 4 декабря                | 3 января 1546            |                |
| 15-й год Тэмбун (Огненная Лошадь)      | 1-я луна        | 2-я луна*               | 3-я луна* | 4-я луна              | 5-я луна* | 6-я луна                | 7-я луна*               | 8-я луна                | 9-я луна    | 10-я луна  | 11-я луна*               | 12-я луна                |                |
| Юлианский календарь                    | 1 февраля 1546  | 3 марта                 | 1 апреля  | 30 апреля             | 30 мая    | 28 июня                 | 28 июля                 | 26 августа              | 25 сентября | 25 октября | 24 ноября                | 23 декабря               |                |
| 16-й год Тэмбун (Огненная Коза)        | 1-я луна*       | 2-я луна                | 3-я луна* | 4-я луна*             | 5-я луна  | 6-я луна*               | 7-я луна                | 7-я луна (високосная) * | 8-я луна    | 9-я луна   | 10-я луна*               | 11-я луна                | 12-я луна      |
| Юлианский календарь                    | 22 января 1547  | 20 февраля              | 22 марта  | 20 апреля             | 19 мая    | 18 июня                 | 17 июля                 | 16 августа              | 14 сентября | 14 октября | 13 ноября                | 12 декабря               | 11 января 1548 |
| 17-й год Тэмбун (Земляная Обезьяна)    | 1-я луна*       | 2-я луна                | 3-я луна* | 4-я луна*             | 5-я луна  | 6-я луна*               | 7-я луна*               | 8-я луна                | 9-я луна    | 10-я луна* | 11-я луна                | 12-я луна                |                |
| Юлианский календарь                    | 10 февраля 1548 | 10 марта                | 9 апреля  | 8 мая                 | 6 июня    | 6 июля                  | 4 августа               | 2 сентября              | 2 октября   | 1 ноября   | 30 ноября                | 30 декабря               |                |
| 18-й год Тэмбун (Земляной Петух)       | 1-я луна        | 2-я луна*               | 3-я луна  | 4-я луна*             | 5-я луна* | 6-я луна                | 7-я луна*               | 8-я луна*               | 9-я луна    | 10-я луна* | 11-я луна                | 12-я луна                |                |
| Юлианский календарь                    | 29 января 1549  | 28 февраля              | 29 марта  | 28 апреля             | 27 мая    | 25 июня                 | 25 июля                 | 23 августа              | 21 сентября | 21 октября | 19 ноября                | 19 декабря               |                |
| 19-й год Тэмбун (Металлическая Собака) | 1-я луна        | 2-я луна*               | 3-я луна  | 4-я луна              | 5-я луна* | 5-я луна (високосная) * | 6-я луна                | 7-я луна*               | 8-я луна*   | 9-я луна   | 10-я луна*               | 11-я луна                | 12-я луна      |
| Юлианский календарь                    | 18 января 1550  | 17 февраля              | 18 марта  | 17 апреля             | 17 мая    | 15 июня                 | 14 июля                 | 13 августа              | 11 сентября | 10 октября | 9 ноября                 | 8 декабря                | 7 января 1551  |
| 20-й год Тэмбун (Металлическая Свинья) | 1-я луна        | 2-я луна*               | 3-я луна  | 4-я луна*             | 5-я луна  | 6-я луна*               | 7-я луна                | 8-я луна*               | 9-я луна*   | 10-я луна  | 11-я луна*               | 12-я луна                |                |
| Юлианский календарь                    | 6 февраля 1551  | 8 марта                 | 6 апреля  | 6 мая                 | 4 июня    | 4 июля                  | 2 августа               | 1 сентября              | 30 сентября | 29 октября | 28 ноября                | 27 декабря               |                |
| 21-й год Тэмбун (Водяная Крыса)        | 1-я луна        | 2-я луна*               | 3-я луна  | 4-я луна              | 5-я луна* | 6-я луна                | 7-я луна*               | 8-я луна                | 9-я луна*   | 10-я луна* | 11-я луна                | 12-я луна*               |                |
| Юлианский календарь                    | 26 января 1552  | 25 февраля              | 25 марта  | 24 апреля             | 24 мая    | 22 июня                 | 22 июля                 | 20 августа              | 19 сентября | 18 октября | 16 ноября                | 16 декабря               |                |
| 22-й год Тэмбун (Водяной Бык)          | 1-я луна        | 1-я луна (високосная) * | 2-я луна  | 3-я луна              | 4-я луна* | 5-я луна                | 6-я луна*               | 7-я луна                | 8-я луна    | 9-я луна*  | 10-я луна                | 11-я луна*               | 12-я луна*     |
| Юлианский календарь                    | 14 января 1553  | 13 февраля              | 14 марта  | 13 апреля             | 13 мая    | 11 июня                 | 11 июля                 | 9 августа               | 8 сентября  | 8 октября  | 6 ноября                 | 6 декабря                | 4 января 1554  |
| 23-й год Тэмбун (Деревянный Тигр)      | 1-я луна        | 2-я луна*               | 3-я луна  | 4-я луна*             | 5-я луна  | 6-я луна                | 7-я луна*               | 8-я луна                | 9-я луна    | 10-я луна* | 11-я луна                | 12-я луна*               |                |
| Юлианский календарь                    | 2 февраля 1554  | 4 марта                 | 2 апреля  | 2 мая                 | 31 мая    | 30 июня                 | 30 июля                 | 28 августа              | 27 сентября | 27 октября | 25 ноября                | 25 декабря               |                |
| 24-й год Тэмбун (Деревянный Кролик)    | 1-я луна        | 2-я луна*               | 3-я луна* | 4-я луна              | 5-я луна* | 6-я луна                | 7-я луна*               | 8-я луна                | 9-я луна    | 10-я луна* | 10-я луна (високосная) * | 11-я луна                | 12-я луна      |
| Юлианский календарь                    | 23 января 1555  | 22 февраля              | 23 марта  | 21 апреля             | 21 мая    | 19 июня                 | 19 июля                 | 17 августа              | 16 сентября | 16 октября | 14 ноября                | 13 декабря               | 12 января 1556 |

* звёздочкой отмечены короткие месяцы (луны) продолжительностью 29 дней. Остальные месяцы длятся 30 дней.